# Kururunfa
Kururunfa (久留頓破, conter e destruir ou manter terreno e destruir abruptamente) é um Kata da linhagem Naha-te de Karate praticado nos estilos Goju-ryu e Shito-ryu. É dito que suas origens remontam até a China, que passou à arte marcial de Okinawa.

## História
Diz-se que sua origem está associada a China, mas pouco se sabe sobre suas origens. É treinado naquelas escolas de linhagem Naha-te,Goju-ryu e Shito-ryu.

## Características
O kata é caracterizado por movimentos rápidos e manobras evasivas, sendo que três tipos de logros são ensinados: deslizar para o lado, movimentos em ziguezague e movimentos alternados de tanden. Todos os movimentos são evasivas, rápidas e suaves e também são praticados movimentos de alavanca, nage waza e kansetsu waza.